# Wostok 8A92
Wostok 8A92 – radziecka rakieta nośna, która przez pięć lat służyła do wynoszenia głównie satelitów wywiadowczych serii Zenit-2. Przyjęta do użytku na podstawie rozporządzenia nr 0045 ministerstwa obrony ZSRR "O przyjęciu do uzbrojenia satelitów Zenit-2 wystrzeliwanych przez 8A92", z dnia 10 marca 1964.

## Chronologia
1. 1 czerwca 1962, 09:38 GMT; s/n ?; miejsce startu: Bajkonur (LC1), Kazachstan
Ładunek: Zenit-2 3; Uwagi: start nieudany - wyłączenie się silnika 1. członu w 1,8 sekundy po starcie. Rakieta rozbiła się 300 m od stanowiska startowego uszkadzając je
2. 28 lipca 1962, 09:30 GMT; s/n ?; miejsce startu: Bajkonur (LC1), Kazachstan
Ładunek: Kosmos 7; Uwagi: start udany
3. 27 września 1962, 09:39:51 GMT; s/n ?; miejsce startu: Bajkonur (LC1), Kazachstan
Ładunek: Kosmos 9; Uwagi: start udany
4. 17 października 1962, 09:00:00 GMT; s/n ?; miejsce startu: Bajkonur (LC1), Kazachstan
Ładunek: Kosmos 10; Uwagi: start udany
5. 22 grudnia 1962, 09:23 GMT; s/n ?; miejsce startu: Bajkonur (LC1), Kazachstan
Ładunek: Kosmos 12; Uwagi: start udany
6. 21 marca 1963, 08:24 GMT; s/n ?; miejsce startu: Bajkonur (LC1), Kazachstan
Ładunek: Kosmos 13; Uwagi: start udany
7. 22 kwietnia 1963, 08:24 GMT; s/n ?; miejsce startu: Bajkonur (LC1), Kazachstan
Ładunek: Kosmos 15; Uwagi: start udany
8. 28 kwietnia 1963, 08:50[1] GMT; s/n ?; miejsce startu: Bajkonur (LC1), Kazachstan
Ładunek: Kosmos 16; Uwagi: start udany
9. 24 maja 1963, 10:33[2] GMT; s/n ?; miejsce startu: Bajkonur (LC1), Kazachstan
Ładunek: Kosmos 18; Uwagi: start udany
10. 10 lipca 1963, ? GMT; s/n ?; miejsce startu: Bajkonur (LC1), Kazachstan
Ładunek: Zenit-2 12; Uwagi: start nieudany - wyłączenie się silnika 1. członu w 1,9 s po starcie. Uszkodzenie stanowiska startowego
11. 18 października 1963, 09:29:58 GMT; s/n ?; miejsce startu: Bajkonur (LC1), Kazachstan
Ładunek: Kosmos 20; Uwagi: start udany
12. 28 listopada 1963, ? GMT; s/n ?; miejsce startu: Bajkonur (LC1), Kazachstan
Ładunek: Zenit-2 14; Uwagi: start nieudany - awaria ostatniego stopnia rakiety. Statek automatycznie zniszczony przez system samodestrukcji
13. 19 grudnia 1963, 09:28:58 GMT; s/n ?; miejsce startu: Bajkonur (LC1), Kazachstan
Ładunek: Kosmos 24; Uwagi: start udany
14. 30 stycznia 1964, 09;45:09 GMT; s/n ?; miejsce startu: Bajkonur (LC1), Kazachstan
Ładunek: Elektron 1, Elektron 2; Uwagi: start udany
15. 4 kwietnia 1964, 09;36 GMT; s/n ?; miejsce startu: Bajkonur (LC31), Kazachstan
Ładunek: Kosmos 28; Uwagi: start udany
16. 25 kwietnia 1964, 10:19 GMT; s/n ?; miejsce startu: Bajkonur (LC31), Kazachstan
Ładunek: Kosmos 29; Uwagi: start udany
17. 10 czerwca 1964, 10:48 GMT; s/n ?; miejsce startu: Bajkonur (LC31), Kazachstan
Ładunek: Kosmos 32; Uwagi: start udany
18. 23 czerwca 1964, 10:19[3] GMT; s/n ?; miejsce startu: Bajkonur (LC31), Kazachstan
Ładunek: Kosmos 33; Uwagi: start udany
19. 10 lipca 1964, 21:51:02 GMT; s/n ?; miejsce startu: Bajkonur (LC31), Kazachstan
Ładunek: Elektron 3, Elektron 4; Uwagi: start udany
20. 17 lipca 1964, 11:31 GMT; s/n ?; miejsce startu: Bajkonur (LC31), Kazachstan
Ładunek: Kosmos 35; Uwagi: start udany
21. 14 sierpnia 1964, 09:36 GMT; s/n ?; miejsce startu: Bajkonur (LC31), Kazachstan
Ładunek: Kosmos 37; Uwagi: start udany
22. 28 sierpnia 1964, 16:19 GMT; s/n ?; miejsce startu: Bajkonur (LC31), Kazachstan
Ładunek: Kosmos 44; Uwagi: start udany
23. 24 września 1964, 12:00 GMT; s/n ?; miejsce startu: Bajkonur (LC31), Kazachstan
Ładunek: Kosmos 46; Uwagi: start udany
24. 14 października 1964, 09:50 GMT; s/n ?; miejsce startu: Bajkonur (LC31), Kazachstan
Ładunek: Kosmos 48; Uwagi: start udany
25. 28 października 1964, 10:48 GMT; s/n ?; miejsce startu: Bajkonur (LC31), Kazachstan
Ładunek: Kosmos 50; Uwagi: start udany
26. 11 stycznia 1965, 09:36 GMT; s/n ?; miejsce startu: Bajkonur (LC31), Kazachstan
Ładunek: Kosmos 52; Uwagi: start udany
27. 26 lutego 1965, 05:02 GMT; s/n ?; miejsce startu: Bajkonur (LC31), Kazachstan
Ładunek: Kosmos 58; Uwagi: start udany
28. 25 marca 1965, 10:04 GMT; s/n ?; miejsce startu: Bajkonur (LC31), Kazachstan
Ładunek: Kosmos 64; Uwagi: start udany
29. 7 maja 1965, 09:50 GMT; s/n ?; miejsce startu: Bajkonur (LC31), Kazachstan
Ładunek: Kosmos 66; Uwagi: start udany
30. 15 czerwca 1965, 10:04 GMT; s/n ?; miejsce startu: Bajkonur (LC31), Kazachstan
Ładunek: Kosmos 68; Uwagi: start udany
31. 13 lipca 1965, ? GMT; s/n R15002-05; miejsce startu: Bajkonur (LC31), Kazachstan
Ładunek: Zenit-2 28; Uwagi: start nieudany - awaria układu sterowania 2. członu[a]
32. 14 sierpnia 1965, 11:16 GMT; s/n ?; miejsce startu: Bajkonur (LC31), Kazachstan
Ładunek: Kosmos 78; Uwagi: start udany
33. 27 listopada 1965, 08:24 GMT; s/n ?; miejsce startu: Bajkonur (LC31), Kazachstan
Ładunek: Kosmos 98; Uwagi: start udany
34. 10 grudnia 1965, 08:09 GMT; s/n ?; miejsce startu: Bajkonur (LC31), Kazachstan
Ładunek: Kosmos 99; Uwagi: start udany
35. 17 grudnia 1965, 02:24 GMT; s/n ?; miejsce startu: Bajkonur (LC31), Kazachstan
Ładunek: Kosmos 100; Uwagi: start udany
36. 7 stycznia 1966, 08:24 GMT; s/n ?; miejsce startu: Bajkonur (LC31), Kazachstan
Ładunek: Kosmos 104; Uwagi: start częściowo udany - statek osiągnął nieprawidłową orbitę na skutek złego działania obu stopni rakiety
37. 22 stycznia 1966, 08:38 GMT; s/n ?; miejsce startu: Bajkonur (LC31), Kazachstan
Ładunek: Kosmos 105; Uwagi: start udany
38. 10 lutego 1966, 08:52 GMT; s/n ?; miejsce startu: Bajkonur (LC31), Kazachstan
Ładunek: Kosmos 107; Uwagi: start udany
39. 17 marca 1966, 10:28 GMT; s/n ?; miejsce startu: Plesieck (LC41/1), Rosja
Ładunek: Kosmos 112; Uwagi: start udany
40. 20 kwietnia 1966, 10:48 GMT; s/n ?; miejsce startu: Bajkonur (LC31), Kazachstan
Ładunek: Kosmos 115; Uwagi: start udany
41. 6 maja 1966, 11:02 GMT; s/n ?; miejsce startu: Bajkonur (LC31), Kazachstan
Ładunek: Kosmos 117; Uwagi: start udany
42. 11 maja 1966, 14:09 GMT; s/n ?; miejsce startu: Bajkonur (LC31), Kazachstan
Ładunek: Kosmos 118; Uwagi: start udany
43. 25 czerwca 1966, 10:30[4] GMT; s/n ?; miejsce startu: Bajkonur (LC31), Kazachstan
Ładunek: Kosmos 122; Uwagi: start udany
44. 16 września 1966, ? GMT; s/n ?; miejsce startu: Bajkonur (LC31), Kazachstan
Ładunek: Zenit-2 40; Uwagi: start nieudany - uszkodzenie silnika Blok D i zniszczenie rakiety
45. 14 października 1966, 12:13 GMT; s/n ?; miejsce startu: Plesieck (LC41/1), Rosja
Ładunek: Kosmos 129; Uwagi: start udany
46. 19 listopada 1966, 08:09 GMT; s/n ?; miejsce startu: Bajkonur (LC31), Kazachstan
Ładunek: Kosmos 132; Uwagi: start udany
47. 19 grudnia 1966, 12:00:01 GMT; s/n ?; miejsce startu: Bajkonur (LC31), Kazachstan
Ładunek: Kosmos 136; Uwagi: start udany
48. 19 stycznia 1967, 12:39:59 GMT; s/n ?; miejsce startu: Plesieck (LC41/1), Rosja
Ładunek: Kosmos 138; Uwagi: start udany
49. 27 lutego 1967, 08:45:01 GMT; s/n ?; miejsce startu: Bajkonur (LC1), Kazachstan
Ładunek: Kosmos 143; Uwagi: start udany
50. 13 marca 1967, 12:10:23 GMT; s/n ?; miejsce startu: Plesieck (LC41/1), Rosja
Ładunek: Kosmos 147; Uwagi: start udany
51. 4 kwietnia 1967, 14:00:02 GMT; s/n ?; miejsce startu: Plesieck (LC41/1), Rosja
Ładunek: Kosmos 153; Uwagi: start udany
52. 12 maja 1967, 10:30:01 GMT; s/n ?; miejsce startu: Bajkonur (LC1), Kazachstan
Ładunek: Kosmos 157; Uwagi: start udany